# 환경운동연합
환경운동연합(環境運動聯合, Korean Federation For Environmental Movement)은 1993년 4월 결성한 대한민국 최대의 환경단체이다. 54개의 지역조직이 있으며 세계 3대 환경보호단체 중 하나인 "지구의 벗"에 대한민국 대표로 회원이 되었다.
2021년 현재 13기 공동대표는 이철수, 김수동, 김호철, 박미경, 홍종호 사무총장은 김춘이이다.

## 연혁
환경운동연합은 생명과 평화, 생태, 참여의 가치를 위해 '지구와 함께, 시민과 함께' 실천하는 시민환경단체이다.
- 1984 반공해운동협의회 시작
- 1988 공해추방운동연합 발전
- 1993 환경운동연합 창립
- 1995 굴업도 핵폐기장 백지화
- 1997 대만 핵폐기물 부산 반입 저지 활동
- 1998 한강수계특별법 제정, UN경제이사회 특별협의자격 취득
- 2000 동강댐 백지화
- 2002 세계 3대 환경단체 지구의 벗(Friends of the Earth) 가입
- 2003 가야산 골프장 계획 백지화
- 2005 매향리 사격장 폐쇄 및 주민 보상 확정
- 2007 장항갯벌 산단 개발계획 백지화 및 국립생태원 설립 확정, 환경부 PVC 수액백 사용금지 시행
- 2008 서해안 기름유출 시민구조단 1만 6천 명 방제 작업, 난지골프장 가족공원화로 결정, 한반도대운하 계획 백지화
- 2010 석면피해 구제법안 제정 의결
- 2011 후쿠시마 원전사고 대응 활동, 노원구 방사능 오염 아스팔트 최초 확인
- 2012 사막화된 내몽고 지역 1500만 평 초지 조성, 환경부 국립공원 케이블카 부결, 4대강사업 낙동강소송 승소
- 2013 시민햇빛발전소 9개 지역 건립 추진, 시민방사능감시센터 설립, 서울대공원 제돌이 방사 결정
- 2014 AI발생 지역 철새 먹이 나누기, GS칼텍스 기름유출 조사 활동

## 하는 일
현재 54개 지역조직과 4개 전문기관, 5개 협력기관이 속해 있으며, 세계적인 환경단체인 지구의 벗 (Friends of the Earth) 에 속해있으며 지구시민으로서의 역할을 하고 있다. 지역을 살리고 지구를 지키기 위해 핵, 에너지, 기후변화, 물, 하천, 국토, 습지, 해양 등의 분야에서 활동하고 있다.
- 핵, 에너지, 기후변화

후쿠시마 원전 사고로 원전은 더 이상 안전하지 않다는 것이 증명됐다. 환경연합은 원전의 단계적 폐수와 안전한 관리를 요구하며, 태양광과 풍력 등 재생 에너지 전환을 위한 정책 제안과 지역 곳곳에서 시민햇빛발전소 건설을 추진하고 있다. 또한, 기후변화를 막기 위해 국가 온실가스 감축을 위한 법 제정 활동(Big Ask)을 비롯한 시민 캠페인을 펼치고 있다.
- 물, 하천

물이 모여 강이 흐르고 강은 산과 들판을 가로질러 바다로 나아간다. 이 자연의 흐름을 지키기 위해 환경연합은 무분별한 댐 건설과 토지 사업을 막고, 생명의 강으로 되돌리기 위한 복원 활동을 이어가고 있다. 한반도 운하의 백지화, 4대강 사업 저지를 위해 고난을 마다하지 않고, 안심하고 마실 수 있는 수돗물을 위해서도 활동하고 있다.
- 국토, 습지, 해양

한반도의 주요 생태축인 백두대간과 다양한 생명의 보금자리인 습지, 그리고 이를 삼면으로 둘러싼 바다 생태계를 지키는 일은 국토 보전을 위한 기본이다. 환경연합은 친환경적인 국토의 이용과 보전을 위해 정부 정책을 감시하고 야생 동식물 서식지 보전을 위한 보호지역 확대운동을 펼쳐 자연과 인간이 공존하는 대안사회를 제시하는 활동을 한다.
- 생명안전

맑은 공기와 깨끗한 물, 그리고 안전한 먹거리를 우리 아이들에게 물려줄 수 있을까? 환경연합은 일상 생활 속 유해환경을 줄이기 위해 환경호르몬, 발암 물질 감시활동, 가습기 살균제 등 환경피해자 지원활동, 식품첨가물 줄이기와 GMO 반대 캠페인 등을 펼치고 있다. 또한, 생산자와 소비자를 연결해 안전한 유기농 먹거리와 생활용품을 공급하는 생활협동조합을 전국 9곳에서 운영하고 있다.
- 국제연대

푸른 지구는 하나의 환경공동체이다. 환경연합은 기후변화, 생물 다양성 감소, 사막화 등 전 인류가 공동으로 안고 있는 환경문제 해결을 위해 노력하고 있다. 이를 위해 UN경제사회이사회(UNECOSOC)의 특별협의지위를 통해 유엔 내의 다양한 활동은 물론 지구의 벗 한국으로서 지구시민과 연대하고 있다.
- 환경정책

환경연합은 국가가 세금을 낭비하고 환경을 무분별하게 파괴하지 않도록 국가 정책에 대한 모니터링과 정책제안, 감시활동을 펼치고 있다. 특히 시민사회단체와의 연대를 통해 국가가 국민의 세금을 국민의 뜻에 맞게 사용할 수 있도록 그리고 국가 예산이 지속가능한 지구를 만들 수 있도록 중앙정부를 중심으로 한 예산 감시 활동을 펼치고 있다.

## 전문기관
- 환경법률센터

공해추방운동연합이 환경법률상담실로 문을 연 환경법률센터는 시민단체 최초로 상근 변호사를 두고 전문적이고 체계적인 환경소송을 하고 있다. 100명이 넘는 법률가가 회원으로 참여하고 있으며, 국책사업의 중지를 이끌어낸 새만금 소송, 4대강 사업의 위법성을 알려낸 낙동강 소송 등을 진행해왔다.
- 시민환경연구소

1993년 창립한 시민환경연구소는 시민의 힘으로, 과학의 눈으로 환경연구운동을 펼치고 있다. 그동안 새만금의 지속가능한 이용과 보전, 서해기름유출사고 환경 및 주민건강 피해, 4대강 현장 조사, 남극해 보호, 석면 추방, 구제역 불산누출사고 대응 등 우리 사회의 환경문제를 연구해오고 있다.
- 에코생활협동조합

2002년 설립된 에코생협은 환경과 사람이 건강한 친환경 유기농 먹거리를 공급하고 있다. 소비자협동조합으로서 개인의 영리가 아닌 조합원 전체의 생활향상을 위해 운영되고 있으며, 종로/강서/화곡/도곡/과천/방이/길음/당진/천안에 매장이 있다.
- 월간 함께사는길

1993년 월간 환경으로 시작된 함께사는길은 사회적, 생태적 약자를 위한 보도, 지구적 지속가능성을 지키기 위한 보도에 집중하고 있다. 우리 사회와 한반도에서 벌어진 다양한 환경사건과 환경담론의 충실한 보고자로서 역할을 하고 있으며, 글로써 세상을 바꾸기 위해 노력하고 있다.

## 협력기관
- 환경교육센터

환경교육의 대중화와 체계화를 목적으로 지난 2000년 설립된 환경교육센터는 국내 최초로 만들어진 환경교육 전문기관이다. 그동안 환경교육 프로그램 운영, 학교 및 사회환경교육 지도자 양성, 환경교육 교재 및 교구 개발 보급, 환경교육 연구 및 정책수립 등 다양한 분야에서 성과를 만들어 왔다. 또한 '남이성환경학교', '도봉환경교실', '판교생태학습원' 등을 운영하고 있다.
- 기후변화행동연구소

기후변화행동연구소는 기후변화에 관련된 정보를 시민들과 나누며, 보다 적극적인 기후변화 정책과 대안을 모색하기 위해 2009년 설립된 비영리 민간 연구소이다. 기후변화 완화 및 적응 영역의 정책연구와 서적 출판, 국내외 기후변화 뉴스를 담은 정기적인 뉴스레터 발간, 기후변화 시민강좌 및 토론회, 세미나 등 다양한 활동을 펼치고 있다.
- 에코피스아시아

에코피스아시아는 2003년부터 중국과 내몽골의 급속한 사막화를 막기 위해 생태복원사업을 추진해 온 경험과 역량을 바탕으로 2009년 설립되었다. 아시아지역 사막화 방지 외에도 바다의 열대우림 '맹그로브숲' 복원사업, 기후변화문제에 대응하기 위한 친환경에너지 확대보급 운동을 주요 사업으로 진행하고 있으며 중국과 필리핀에도 사무소를 두고 있다.
- 환경보건시민센터

2010년 설립된 환경보건시민센터는 '환경이 아프면 몸도 아프다'는 인식을 바탕으로 환경오염 건강피해 조사연구, 공해피해자 지원활동, 아시아 환경보건운동 등 환경보건 분야에서 활달히 활동하고 있다. 그동안 가습기살균제, 석면, 미세먼지 등 사회적으로 큰 반향을 불러일으킨 여러 이슈들을 주도해왔다.
- 복미디어

현장중심 활동을 바탕으로 전문 영상 제작을 위해 2009년 설립된 환경, 자연 전문프로그램 전문 프로덕션이다. 환경문제 현장과 이슈, 환경활동가 활동 내용을 기록할 뿐 아니라, 자연 다큐멘터리, 환경관련 단체의 행사 홍보영상도 제작하고 있다.

## 같이 보기
- 녹색당 (대한민국)